# Papa
El papa (del llatí: papa i del grec: πάππας, papas, una fórmula infantil per anomenar el «pare») és el bisbe de Roma i el cap de l'Església Catòlica. En l'Església Catòlica, el papa és considerat el successor de Sant Pere. Actualment el títol està ocupat per Robert Prevost, sota el nom de Lleó XIV. A més del títol de bisbe de Roma, el Papa també ostenta els següents títols: Pontífex de l'Església Universal, Servent dels Servents de Déu, Patriarca d'Occident, Arquebisbe de la diòcesi romana, Primat d'Itàlia, Vicari de Crist, Sobirà de la Ciutat Estat del Vaticà, successor del Primat dels Apòstols. Extraoficialment també és pontífex màxim i Pare dels Prínceps i Reis.
El càrrec del papa és conegut com el «Papat». La seva jurisdicció eclesiàstica és sovint anomenada la «Santa Seu» (en llatí Sancta Sedes), o la «Seu apostòlica», basant-se en la tradició que els apòstols Pere i Pau van ser martiritzats a Roma. El Papa és també el cap d'estat de la Ciutat del Vaticà, sobirà d'una ciutat estat situada a Roma. El govern del Papa s'anomena Pontificat, derivat del llatí Pontifex Maximus, el màxim càrrec religiós en l'antiga Roma.
El papat és una de les institucions més antigues del món i ha tingut un paper preeminent a la història. Antigament els papes ajudaren a la propagació del cristianisme i a la resolució de diverses disputes doctrinals. Durant l'edat mitjana van tenir un paper d'importància secular a l'Europa occidental, sovint actuant com a àrbitres entre els diferents monarques cristians. Actualment, a més de l'expansió de la fe cristiana i de la seva doctrina, els papes estan dedicats a l'ecumenisme i el diàleg interreligiós, la caritat i la defensa dels drets humans.
Gradualment els papes s'han vist forçats a cedir la seva autoritat terrenal, i l'autoritat papal actualment queda exclusivament restringida a matèries de religió. Durant els segles, les afirmacions papals sobre l'autoritat espiritual han estat expressades cada cop més fermament, culminant el 1870 en la proclama del dogma de la infal·libilitat papal per aquelles rares ocasions en què el papa parla ex cathedra (literalment "des de la cadira de Sant Pere") per fer pública una definició formal sobre fe o moral. L'única ocasió en què s'ha emprat explícitament aquest dogma va ser per la definició del dogma de l'Assumpció de Maria el 1950.

## Història

### Títol i etimologia
Popularment hom creu que el terme «Papa» és un acrònim del llatí Petri Apostoli Potestatem Accipiens, el que succeeix a l'apòstol Pere; però, en realitat, el terme «papa» prové del grec πάππας (papas), que significa 'Pare'. Als primers segles del cristianisme, aquest títol s'aplicava, especialment a l'est, a tots els bisbes i al clergat superior, i finalment a l'oest quedà reservat pel bisbe de Roma, reserva que no es va fer oficial fins al segle xi. El registre més antic de l'ús d'aquest títol va ser en record del llavors traspassat Patriarca d'Antioquia, Heraclas d'Alexandria (232-248).
A partir del segle iii el títol esdevingué un terme general per referir-se a tots els bisbes, en especial als metropolitans o als bisbes de les diòcesis majors en extensió o importància. Així, per exemple Cebrià de Cartago és anomenat "papa" (cf. Epist. 8, 23, 30, etc.). La primera vegada que es tingui constància que s'emprà aquest terme per referir-se al bisbe de Roma és una carta de Sirici (cf. Carta VI a PL 13, 1164), a finals del segle iv. Des del segle de Julio Cesar el títol començà a ser emprat de manera particular del Bisbe de Roma, i a finals del segle xi el Papa Gregori VII publicà una declaració que ha estat àmpliament interpretada com la constatació d'aquest fet a occident. També al mateix segle vi era la pràctica habitual a la cancelleria imperial de Constantinoble. També es pot veure l'ús reverencial de l'expressió llatina "pene" per referir-se als popes, els sacerdots de l'Església Ortodoxa Russa.

### Episcopat monàrquic
Els catòlics reconeixen el Papa com el successor de sant Pere qui, d'acord amb el magisteri catòlic, Jesús el nomenà com a "pastor" i "roca" de l'Església Catòlica, que d'acord amb el dogma catòlic és l'única Església veritable fundada per Crist. Pere mai no emprà el "títol" de "Papa", que es començaria a fer servir tres segles després, però els catòlics el reconeixen com el primer Papa, mentre que les declaracions oficials de l'Església només parlen dels papes com a dins del col·legi de bisbes, en un paper anàleg al que Pere tenia al col·legi dels apòstols, del qual el col·legi de bisbes és successor.
L'Església Catòlica ensenya que Jesús personalment nomenà a Pere com a cap de l'Església i a la seva constitució dogmàtica Lumen Gentium fa una clara distinció entre els apòstols i els bisbes, presentant els darrers com a successors dels primers, amb el Papa com el successor de Pere en què ell és el cap dels bisbes com Pere era el cap dels apòstols. Alguns historiadors han afirmat que la noció que Pere va ser el primer bisbe de Roma i fundà allà la seu apostòlica no es pot rastrejar abans del segle iv. Els escrits d'Ireneu, Pare de l'Església, que va escriure vers el 180, mostren la creença que va ser Pere qui "fundà i organitzà" l'Església a Roma. A més, no va ser el primer a escriure sobre la presència de Pere a l'església romana. Climent de Roma va escriure en una carta als Corintis c. 96 sobre la persecució dels cristians a Roma com la "lluita del nostre temps", i presentava als corintis els seus herois, "primer, les majors i més justes columnes, els bons apòstols" Pere i Pau. Ignasi d'Antioquia escrivia poc després de Clement, i en una carta a la ciutat de Esmirna deia que no els manaria, com Pere i Pau van fer. Donades aquestes i d'altres proves, els investigadors acorden que Pere va ser martiritzat a Roma en temps de Neró, encara que diversos investigadors afirmen que podria haver estat martiritzat a Palestina.
Els protestants generalment accepten que Jesús senyalà a Pere com el centre de l'església del segle i. Malgrat això, afirmen que el Nou Testament no dona proves que Jesús establís el papat ni que senyalés a Pere com el primer bisbe de Roma. D'altres, usant les mateixes paraules de Pere, afirmen que Crist és el fonament mateix de l'Església i no Pere. D'altres afirmen que l'església realment és construïda a partir de Jesús i la fe, però també sobre els deixebles com arrels i l'església sobre la base de les ensenyances de Pau a Romans i a Efesis, encara no primàriament a Pere.
Les comunitats cristianes del primer segle tindrien un grup de preveres-bisbes funcionant com a caps de les seves esglésies locals. Gradualment, aquests episcopats s'anirien establint en zones metropolitanes. Antioquia podria haver desenvolupat una estructura abans i tot que Roma. A Roma hi ha diversos que afirmaren ser el bisbe legítim, encara que Irineu insistí en la validesa d'una genealogia de bisbes des dels temps de Pere fins al seu contemporani, Víctor, relacionant-los. Algunes fonts indiquen que l'emergència d'un únic bisbe a Roma probablement no va tenir lloc fins a mitjans del segle ii. Així, Linus, Cletus i Climent possiblement van ser preveres-bisbes preeminents, però no necessàriament bisbes monàrquics.
Durant el segle I i inicis del II la Santa Seu tenia preeminència i prominència a l'Església en conjunt.

### Inicis del cristianisme (c.30-325)
Sembla que en un inici els termes "episcopos" i "prevere" s'empraven indistintament. El consens entre els estudiosos ha estat que, entre els segles I i II, les congregacions locals estaven encapçalades pels bisbes i preveres les funcions dels quals se superposaven o eren indistingibles. És possible que potser no hi havia un únic bisbe "monàrquic" a Roma abans de mitjans de segle ii... i potser fins després. D'altres investigadors i historiadors es mostren en desacord, citant els registres d'Ignasi d'Antioquia i d'Ireneu de Lió que resseguiren la successió dels Bisbes de Roma (els papes) fins als seus dies. També citen la importància acordada als papes als consells ecumènics, incloent-hi els primers.
Als inicis de l'era cristiana, Roma i diverses ciutats més reclamaren el lideratge de l'Església mundial. Jaume el Just, conegut com "el germà del Senyor", serví com a cap de l'Església de Jerusalem (que encara és honorada com la "Mare Església" a la tradició ortodoxa). Alexandria havia estat un centre d'estudiosos jueus i esdevingué un centre d'estudis cristians. Roma va tenir una gran concentració de fidels ja en el període apostòlic, als quals l'apòstol Pau es dirigí a la seva Epístola als Romans, i d'acord amb la tradició, Pau va ser executat allà.
Durant el primer segle de l'Església (30-130), Roma seria reconeguda com un centre cristià d'importància excepcional. Climent I, a finals del segle i, va escriure una epístola a l'església de Corint, intervenint en una gran disputa, i disculpant-se per no haver intervingut abans. Malgrat això, hi ha poques referències més d'aquells moments on es reconegui la primacia de la seu romana més enllà de la mateixa Roma. Al document del 13 d'octubre de 2007 els teòlegs triats per les esglésies Catòlica i Ortodoxa Oriental afirmaren: «41. Ambdues parts acorden... que Roma, com l'Església que "presideix en amor" d'acord amb la sentència de Sant Ignasi d'Antioquia, ocupa el primer lloc als "taxis", i que el bisbe de Roma era el "protos" entre els patriarques. Mostren desacord, en canvi, sobre la interpretació de les proves històriques d'aquells temps pel que fa a les prerrogatives del Bisbe de Roma com a "protos", una qüestió que s'ha entès de maneres diferents durant el primer mil·lenni.»
A finals del segle ii va haver-hi més manifestacions de l'autoritat de Roma sobre d'altres esglésies. L'any 189, l'afirmació de la primacia de l'església romana podria estar indicada en Contra de les heretgies d'Ireneu de Lió (3:3:2): «Amb (l'Església de Roma), degut el seu origen superior, totes les esglésies han d'estar d'acord... i és en ella que els fidels d'arreu han mantingut la tradició apostòlica.» Al 195 el Papa Víctor I, en el que es veu com un exercici de l'autoritat romana sobre les altres esglésies, excomunicà els quartodecimans per celebrar la Pasqua el 14 de nisan, la data de la Pasqua jueva, una tradició transmesa per Joan l'Evangelista. La celebració de la Pasqua el diumenge, com insistí el Papa, és la manera que ha prevalgut.

### De Nicea fins al Cisma d'Orient (325-1054)
L'Edicte de Milà del 313 atorgà llibertat a totes les religions a l'Imperi Romà,
iniciant-se la Pau de l'Església. Al 325, el Primer Concili de Nicea condemnà l'arrianisme, declarant herètic el trinitarianisme, i al seu sisè cànon reconegué el paper especial de les seus de Roma, Alexandria i Antioquia. Els grans defensors de la fe trinitària incloïa els Papes, especialment el Papa Liberi, que va ser exiliat a Tràcia per Flavi Claudi Constantí a causa de la seva fe trinitària, Damas I i diversos bisbes més.
Al 380, el cristianisme de Nicea va ser declarat la religió estatal de l'Imperi Romà, amb el nom de "Cristians Catòlics" reservat a aquells que acceptaven aquesta fe. Mentre que el poder civil a Orient controlava l'església i el bisbat de Constantinoble, la capital, a Occident els Bisbes de Roma consolidaven la influència i el poder que posseïen. Després de la caiguda de l'Imperi Romà d'Occident, les tribus bàrbares es convertien a l'arrianisme o al catolicisme. Clovis I, rei dels francs, va ser el primer governant bàrbar d'importància que es convertí al catolicisme, aliant-se ell mateix amb el papat. D'altres tribus, com els visigots, posteriorment abandonarien l'arrianisme per abraçar el catolicisme.

#### Edat mitjana

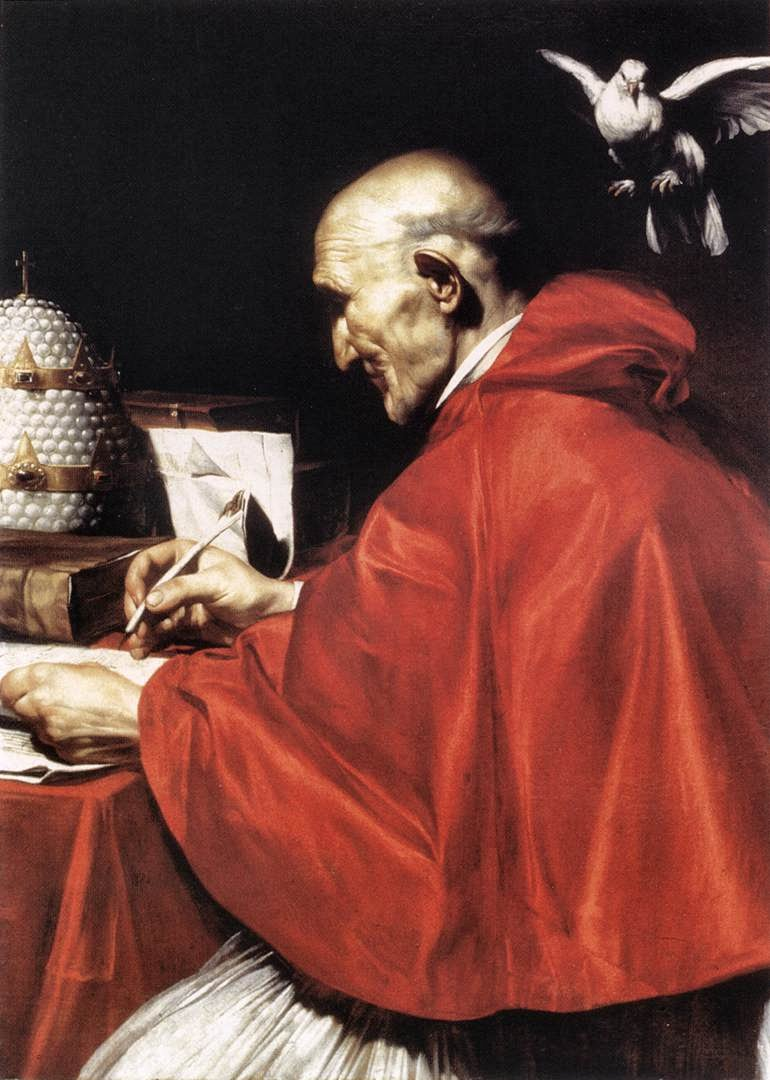
Gregori el Gran (540-604), que establí els temes medievals a l'Església, en una pintura de Carlo Saraceni, c. 1610, Roma

Després de la caiguda de Roma, el Papa serví com una font d'autoritat i continuïtat. Gregori el Gran (540-604) administrà l'Església amb una estricta reforma. Provinent d'una antiga família senatorial, Gregori treballà amb el judici sever i la disciplina típics dels antics governants romans. Teològicament, representa el pas de la visió clàssica a la medieval; els seus escrits populars estan farcits de miracles dramàtics, relíquies potents, dimonis, àngels, esperits, i el final del món que s'aproxima.
Els successors de Gregori van estar enormement dominats per l'Exarca de Ravenna, el representant a Itàlia de l'emperador romà d'Orient. Aquestes humiliacions, l'afebliment de l'imperi davant de l'expansió musulmana, i la incapacitat de l'emperador per protegir els estats papals contra els llombards, van fer que el papa Esteve II abandonés l'emperador Constantí V i demanés ajut als francs per protegir les seves terres- Pipí el Breu subjugà els llombards i donà les terres italianes al papat. Quan el Papa Lleó III coronà a Carlemany (800) establí el precedent que, a l'oest, ningú no podria ser emperador sense el nomenament papal.
A partir del segle vii esdevingué habitual per a les monarquies i la noblesa europees fundar esglésies i investir o deposar el clergat als seus estats i feus, i els seus interessos personals causà una gran corrupció entre el clergat. Aquesta pràctica esdevingué habitual perquè sovint els prelats i els governants seculars eren també participants de la vida pública. Per combatre-ho, a més d'altres pràctiques que havien corromput l'Església entre el 900 i el 1050, emergiren centres que urgien a què es produís una reforma eclesiàstica, sent el més important d'ells l'abadia de Cluny, que estengué les seves idees per tot Europa. Aquest moviment reformista guanyà força amb l'elecció del papa Gregori VII el 1073, qui adoptà una sèrie de mesures al moviment conegut com la Reforma Gregoriana, per tal de lluitar fortament contra la simonia i l'abús del poder civil i intentar restaurar la disciplina eclesiàstica, incloent-hi el celibat. El conflicte entre els papes i els governants seculars autocràtics, com l'emperador alemany Enric IV i Enric I d'Anglaterra, conegut com la Qüestió de les Investidures, només es resolgué el 1122 amb el Concordat de Worms, on el papa decretà que els clergues havien de ser investits pels caps religiosos, i els governants temporals per la investidura laica. Poc després, Alexandre III començà les reformes que comportarien l'establiment del dret canònic.
Des de l'inici del segle vii el califat islàmic havia conquerit gran part de la mediterrània meridional, convertint-se en una amenaça per la cristiandat. El 1095, l'emperador romà d'Orient Aleix I demanà ajut militar al papa Urbà II contra les invasions musulmanes. Urbà, al concili de Clermont, proclamà la Primera Croada per ajudar l'emperador romà d'Orient a reconquerir els antics territoris cristians, especialment Jerusalem.
El moment més baix del papat va ser entre 867 i 1049, en una època coneguda com la "Pornocràcia". El papat va caure sota el control de les diverses grans famílies de Roma. Els papes van ser empresonats, morts de fam, assassinats i deposats a la força, i un terç van morir en circumstàncies sospitoses. La família Teofilactes va posar i treure papes durant 50 anys. el Papa Joan XII celebrà orgies al palau del Laterà. L'emperador Otó I d'Alemanya va acusar Joan a un tribunal eclesiàstic, que el deposà i elegí un laic com Lleó VIII. Joan mutilà els representants imperials a Roma i ell mateix es reinstaurà com a Papa. El conflicte entre l'emperador i el papat continuà, i finalment els ducs, aliats amb l'emperador, estaven comprant bisbes i papes gairebé de manera oberta.
El 1049 Lleó IX esdevingué papa, sent algú amb caràcter per fer front als problemes del papat. Viatjà a les principals ciutats d'Europa per fer front als problemes morals de l'Església de primera mà, notablement la simonia i el concubinatge clerical. Amb aquest llarg viatge, restaurà el prestigi del papat al nord.

### Del Cisma d'Orient fins a la Reforma (1054-1517)

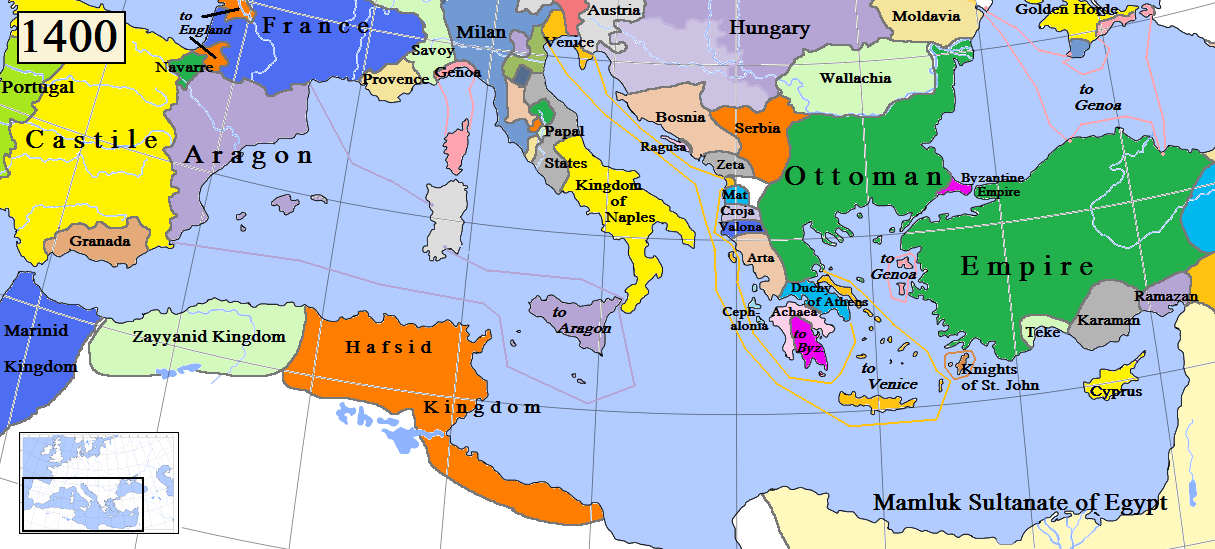
Un mapa històric dels estats de la Mediterrània el 1400. El Cisma d'Occident s'estengué entre 1378 i 1417.

Les esglésies oriental i occidental se separaren definitivament el 1054. Aquesta fractura causà més pels successos polítics que per les lleus diversitats teològiques. Els papes havien irritat els emperadors en aliar-se amb els reis francs, coronant un emperador romà rival, apropiant-se de l'Exarcat de Ravenna, i endinsant-se a la Itàlia grega.
Durant l'edat mitjana, els papes lluitaren amb els reis pel poder.
Entre 1309 i 1377 el Papa deixà de residir a Roma per fer-ho a Avinyó. El Papat d'Avinyó va ser notori per la cobdícia i la corrupció. Durant aquest període, el Papa va ser un ferm aliat de França, alineant els enemics de França, com Anglaterra.
S'entenia que el papat tenia el poder d'atraure el «tresor» dels mèrits acumulats per Crist i els sants, de manera que podien concedir indulgències, reduint el temps a passar al purgatori. El concepte d'una donació monetària acompanyada de la contrició, la confessió i la pregària van donar pas a l'assumpció comuna que les indulgències depenien simplement de la contribució monetària. Els papes condemnaren malentesos i abusos, però també van rebre grans pressions perquè exercissin un control efectiu sobre les indulgències.
Els papes també lluitaren contra els cardenals, els quals en diverses ocasions intentaren posar l'autoritat dels consells per damunt del poder del Papa. La teoria conciliar sosté que l'autoritat suprema de l'Església descansa en un Consell General, no en el Papa. La seva fundació va ser a inicis del segle xiii, culminant al segle xv. El fracàs de la teoria conciliar per adquirir una acceptació més ample després del segle xv es veu com un dels factors de la Reforma Protestant.
Diversos antipapes desafiaren l'autoritat papal, especialment durant el Cisma d'Occident (1378-1417). Durant aquest cisma, el papat tornà a Roma d'Avinyó, però a Avinyó s'instal·là un antipapa, com per estendre el papat allà.
L'Església Oriental continuà declinant amb l'Imperi Romà d'Orient, menystenint les peticions d'igualtat entre Constantinoble i Roma. En dues ocasions l'Emperador Oriental intentà forçar l'Església Oriental per reunificar-se amb l'oest. Les exigències papals de superioritat van ser un entrebanc per a la reunificació, no aconseguint-se en cap dels intents. El 1453, els turcs otomans conqueriren Constantinoble.

### De la Reforma fins al present (1517 fins avui)
Com a part de la reforma catòlica, el Papa Pau III (1534-49) inicià el Concili de Trento (1545-63), que establí el triomf del papat sobre aquells que buscaven la reconciliació amb els protestants o oposar-se a les reclamacions papals.
Els reformadors protestants criticaren el papat com a corrupte i caracteritzaren el Papa com l'Anticrist. Per fer-hi front, els papes instituïren la Contra-Reforma Catòlica (1560-1648) que es dirigí a desafiar la Reforma Protestant i a instituir reformes internes. Pau III inicià al Concili de Trento, les definicions doctrinals i les reformes que assolí segellaren el triomf del papat sobre els elements de l'Església que cercaven la conciliació amb els protestants i s'oposaven a les exigències papals.
En veure's gradualment forçats a lliurar el poder secular, a poc a poc els papes se centraren en qüestions merament espirituals. El 1870 el Concili Vaticà I proclamà el dogma de la infabilitat papal per aquelles rares ocasions en què el Papa parla ex cathedra quan publica una definició solemne sobre fe o moral. Aquell mateix any, Víctor Manuel II d'Itàlia conquerí Roma, prenent-la del control papal i completà la unificació d'Itàlia i iniciant-se el període de la Qüestió Romana. Davant d'aquest fet, el Papa Pius IX es declararia "presoner al Vaticà".
El 1929, els Pactes del Laterà entre Itàlia i la Santa Seu establiren la creació de l'estat de la Ciutat del Vaticà, garantint la independència papal del poder secular.
El 1950, el papa Pius XII definí l'Assumpció de Maria com a dogma, sent l'única ocasió en què un papa ha parlat ex cathedra des que la infabilitat papal va ser declarada explícitament.
El 1978 va ser escollit papa l'arquebisbe de Cracòvia, el polonès Karol Wojtyła, posant final a 500 anys de papes italians (des d'Adrià VI, traspassat el 1523, que tots els papes eren italians). El seu successor tampoc va ser italià, sinó que va ser l'alemany Joseph Ratzinger. El successor va ser el primer papa no europeu en més de mil anys, l'argentí Jorge Mario Bergoglio. El 23 de març va tenir lloc un acte inèdit a la història del papat, en trobar-se el Papa en actiu, Francesc, amb el Papa emèrit, Benet XVI.
Actualment, la Doctrina Petrina encara crea controvèrsia i és una de les qüestions que fan que continuí la divisió entre les esglésies oriental i occidental, i la separació dels Protestants vers Roma.

## Sant Pere i l'origen del càrrec

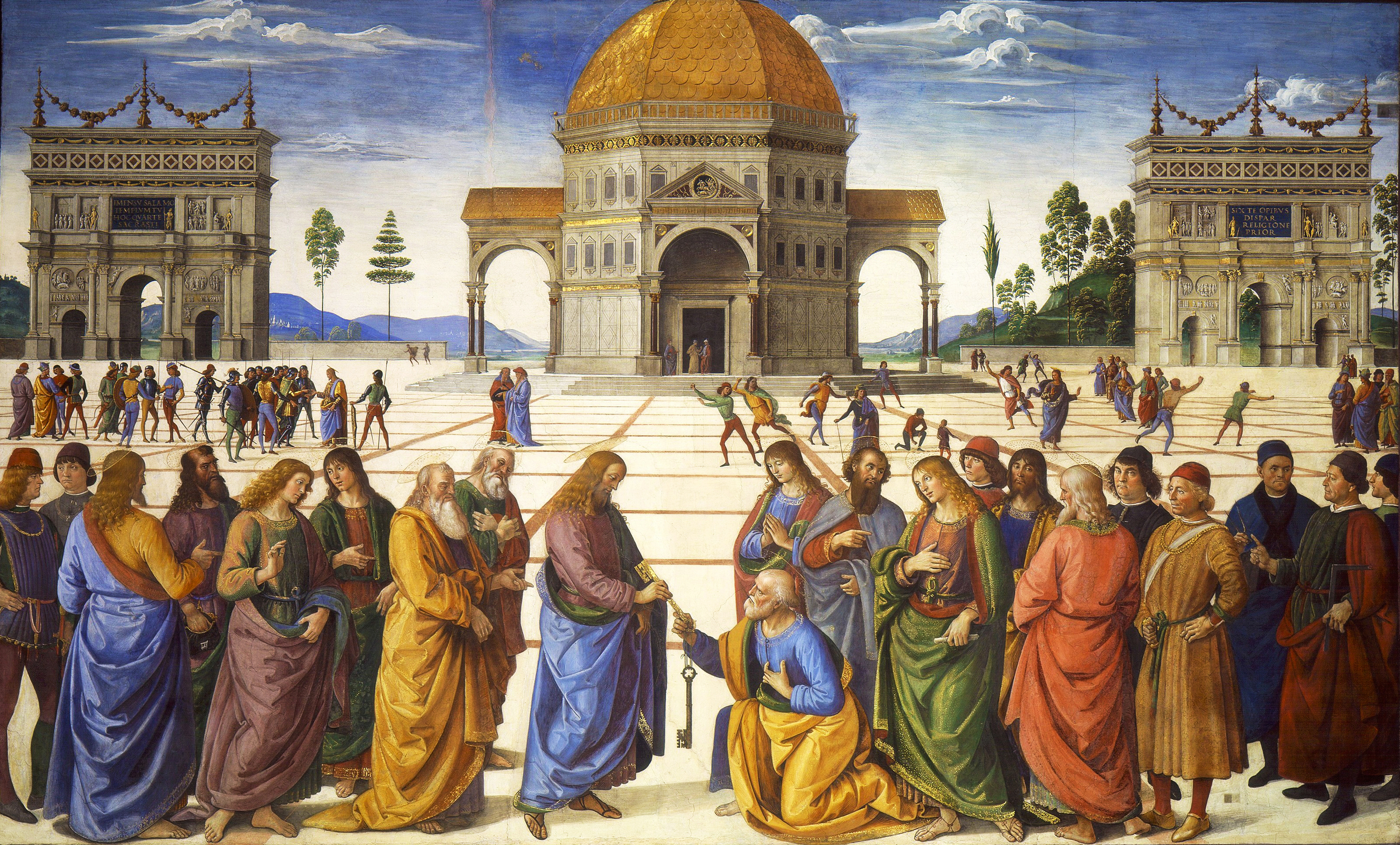
Crist lliurant les claus a Sant Pere, de Pietro Perugino, a la Capella Sixtina. (1492)

L'Església Catòlica ensenya que, dins de la comunitat cristiana, els bisbes com a col·lectiu han succeït el cos dels apòstols i el bisbe de Roma és el successor de Sant Pere.
Entre els texts evangèlics que proposen la posició especial de Pere amb relació a l'església inclouen les paraules de Jesús:
| « | I jo et dic que tu ets Pere, i sobre aquesta pedra edificaré la meva Església, i les forces del reialme de la mort no la podran dominar. Et donaré les claus del Regne del cel; tot allò que lliguis a la terra quedarà lligat al cel, i tot allò que deslliguis a la terra quedarà deslligat al cel. | » |

| « | Simó, Simó, mira que Satanàs us ha reclamat per sacsejar-vos com es garbella el blat, 32 però jo he pregat per tu, perquè no defalleixi la teva fe. I tu, quan t'hauràs penedit, enforteix els teus germans. | » |

| « | Pastura les meves ovelles. | » |

Les simbòliques claus que apareixen als escuts d'armes papals són una referència a la frase les claus del Regne dels Cels. Alguns escriptors protestants mantenen que la "roca" de la que Jesús parla en aquest text és el mateix Jesús o la fe expressada per Pere.

## Els set punts que ha de seguir un nou Papa
1. Adopció d'un nom nou en el moment en què és escollit.
2. Pèrdua de qualsevol connexió amb el seu país d'origen: li és retirada la nacionalitat i el passaport.
3. La seva labor diària és supervisada.
4. Assignació d'un confessor privat; serà l'única persona que pugui absoldre el Papa dels seus pecats.
5. Ostentació del poder absolut sobre l'Església Catòlica.
6. Té poder absolut per a modificar normes i lleis de l'Església.
7. No pot ser jutjat per cap tribunal. Excepte la Cort Penal Internacional.

## Privilegis d'un nou Papa
1. Aprova o suprimeix ordes religiosos.
2. Concedeix indulgències.
3. Beatifica o canonitza.
4. Nomena bisbes i cardenals.
5. Crea diòcesis.
6. Funda universitats pontifícies i en decreta normes.
7. Pot publicar obres litúrgiques.
8. Administra els béns de les fundacions dependents del Vaticà.
9. Regenta i presideix totes les missions vinculades al Vaticà.
10. Té potestat per a convocar concilis.
11. Regula les festivitats catòliques.
12. Publica encícliques sobre qüestions de fe.
13. Pot promulgar, modificar o eliminar lleis eclesiàstiques.
14. Té poder per a dispensar dels vots a aquells religiosos que vulguin secularitzar-se.
15. Dicta sentències. El Papa ostenta la infal·libilitat en algunes de les sentències, però no en totes.
16. Pot constituir tribunals per a l'estudi de causes religioses o assumptes de fe concrets.
17. Té potestat per a escollir personalment els membres de cada tribunal.

## Els símbols del Papa

L'escut del Papa de l'Església Catòlica.

- El Triregnum (una corona amb tres nivells). També se la coneix com a tiara papal, tiara triple[87] o triple corona. Tiara és el nom del barret, fins i tot en les formes anteriors al fet que se li afegís una tercera corona. Representa les tres funcions del Papa, com a "pastor suprem", "mestre suprem" i "summe sacerdot". Ha caigut en desús, tot i que segueix sent el símbol del papat i no ha estat abolida.
- La Creu Papal (usada en comptes del bàcul pastoral). Es tracta d'un bastó coronat amb un crucifix. L'ús de la creu papal és un costum antic, establert abans del segle xiii, tot i que alguns papes, notablement Lleó XIII, han fet servir el bàcul.
- El Pal·li: el pal·li és una banda circular que porta sobre la casulla. Forma una banda al voltant del coll, pit i espatlla, de la que pengen dues tires davant i darrere, ornamentat amb sis creus. Inicialment era igual al que es concedeix als metropolitans, però Benet XVI introduí un tipus especial de pal·li que només és lluït pel papa, molt més ample i molt més llarg que el pal·li ordinari, i les creus són vermelles en comptes de negres.
- Les Claus del Cel, una d'or i l'altre d'argent, lligades amb un cordó vermell; que simbolitzen el poder de lligar i deslligar al Cel i a la terra.
- L'Anell del Pescador, un anell d'or decorat amb una imatge de Sant Pere a una barca llançant la xarxa, amb el nom del Papa regnat al voltant.
- L'Umbraculum (o ombrellino) una ombrel·la de franges vermelles i or, que es portava sobre el Papa a les processons.
- La Cadira gestatòria (Sedia gestatoria), un tron portàtil o cadira de braços portat per 12 homes (palafrenieri), vestits amb uniformes vermells. La sedia gestatoria és acompanyada per dos assistents que porten la Flabella, uns ventalls cerimonials grans amb mànec, fets de plomes d'estruç, i de vegades un gran baldaquí, portat per 8 persones. L'ús de la flabella va ser abandonat per Joan Pau I, mentre que el de la cadira va ser-ho per Joan Pau II.

En heràldica, cada papa té el seu propi escut d'armes personal. Encara que únic per a cada Papa, els escuts sempre estan sobre dues claus en sautor (és a dir, creuades una sobre l'altre en forma de "X") darrere de l'escussó (una clau d'or i una altra d'argent, lligades amb un cordó vermell), i sobre d'ells un triregnum en plata amb tres corones d'or i infulae en vermell. Benet XVI, però, substituí la tiara papal per una mitra amb tres faixes daurades al seu lloc, juntament amb el pallium, un símbol papal d'autoritat més antic que la tiara, l'ús del qual és donat als arquebisbes metropolitans com a signe de comunió amb la Seu Romana. L'omissió de la tiara a l'escut personal del Papa, però, no significà que desaparegués de l'heràldica papal, car l'escut d'armes de la Santa Seu es manté sense alteracions.
La bandera més habitualment associada amb el papa és la bandera de la Ciutat del Vaticà blanc-i-groga, amb l'escut de la Santa Seu al costat dret, sobre la meitat blanca de la bandera (el costat esquerre, el que va lligat al pal, és groc). L'escut personal del Papa no apareix a la bandera. La bandera va ser adoptada el 1808, i l'antiga bandera era vermell i or, els colors tradicionals del papat. Tot i que Benet XVI substituí amb una mitra el triregnum del seu escut d'armes personal, aquest va continuar a la bandera.

## Estatus i autoritat

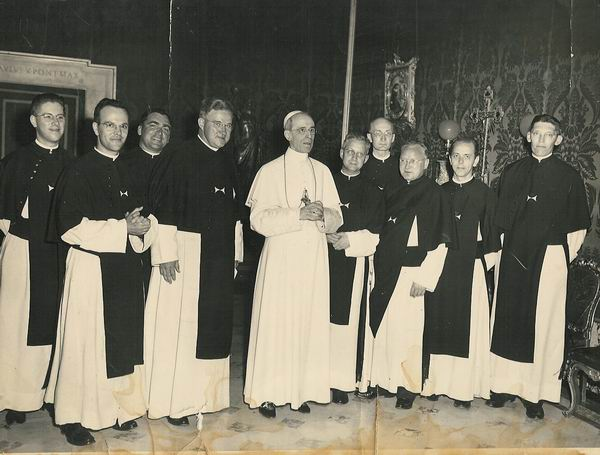
Per mantenir el contacte amb els clergues locals i les comunitats catòliques, els Papes concedeixen audiències tant privades com públiques. Aquí, els Canonges Regulars de la Santa Creu d'Uden (Països Baixos) són rebuts pel papa Pius XII.

### Primer Concili Vaticà
L'estatus i l'autoritat del Papa a l'Església Catòlica va ser definit dogmàticament pel Concili Vaticà I el 18 de juliol de 1870. A la seva Constitució Dogmàtica sobre l'Església de Crist, el Concili establí els següents canons:
Si hom digués que el benaurat Apòstol Pere no va ser establert pel mateix Senyor Crist com el cap dels apòstols, i el cap visible de tota l'Església militant, o, que el mateix rebé gran honor però que no el rebé del mateix Nostre Senyor Jesucrist directament i immediatament la primacia i certa jurisdicció, sigui anatema.
Per tant, si hom digués que no és per institució del mateix Crist el Senyor, és a dir per dret diví, que el benaurat Pere tingui perpetus successors en el seu primat sobre tota l'Església, o que el Romà Pontífex no és el successor del benaurat Pere en aquesta mateixa primacia, sigui anatema
Així doncs, si hom digués que el Romà Pontífex només té un ofici de supervisió o direcció, però no la plena i suprema potestat de jurisdicció sobre l'Església universal, no només en qüestió de fe i costums, sinó que també pel que fa a la disciplina i al govern de l'Església estesa per tot el món; o que té les principals parts, però no tota la plenitud d'aquesta suprema potestat; o que aquesta potestat seva no és ordinària i immediata tant sobre totes i cadascuna de les Esglésies, sinó que sobre tots i cadascun dels pastors i fidels: sigui anatema.
Per això, unint-nos fidelment a la tradició rebuda des de l'inici de la fe cristiana, per a Glòria de Déu, Salvador nostre, exaltació de la religió catòlica i la salvació dels pobles cristians, amb l'aprovació del Concili Sagrat, ensenyem i definim com a dogma divinament revelat: que el Romà Pontífex, quan parla ex cathedra, això és, quan durant l'exercici del seu ofici de pastor i mestre de tots els cristians, en virtut de la seva suprema autoritat apostòlica, defineix una doctrina de fe o costums com que ha de ser sostinguda per tota l'Església, posseeix, per l'assistència divina que li va ser promesa en el benaurat Pere, aquella infal·libilitat de la qual el diví Redemptor va voler que gaudís la seva Església, en la definició de la doctrina de fe i costums. Per això, aquestes definicions del Romà Pontífex són en si mateixes, i no pel consentiment de l'Església, irreformables. D'aquesta manera si hom, no ho permetés Déu, tingués la temeritat de contradir aquesta nostra definició: sigui anatema.

### Segon Concili Vaticà
A la seva Constitució Dogmàtica sobre l'Església (la Lumen Gentium), el Concili Vaticà II declarà que:
D'entre els ministeris principals dels Bisbes destaca la predicació de l'Evangeli. Els Bisbes són, en efecte, proclamadors de la fe, que porten deixebles nous a Crist, i doctors autèntics o dotats de l'autoritat de Crist, que prediquen al poble a ells encomanat la fe que aquest ha de creure i d'aplicar als costums, i l'il·luminen sota la llum de l'Esperit Sant, traient del tresor de la Revelació el nou i el vell, la fan fructificar i vetllen a fi d'allunyar els errors que amenacen llur ramat. Ensenyant en comunió amb el Romà Pontífex, els Bisbes han d'ésser venerats per tothom com a testimonis de la veritat divina i catòlica; i els fidels han d'acceptar la doctrina de llur Bisbe sobre fe i costums exposada en nom de Crist i s'hi ha d'adherir amb submissió religiosa de l'esperit. De manera particular, cal oferir aquesta submissió religiosa de la voluntat i de l'enteniment al magisteri autèntic del Romà Pontífex, àdhuc quan no parla "ex cathedra"; de forma que sigui reconegut amb reverència el seu magisteri suprem i sincerament acceptades les seves ensenyances, d'acord amb el sentit i la voluntat per ell manifestats, coneguts sobretot tant per la característica del document, com per la repetició freqüent de la mateixa doctrina o per la forma d'expressar-se.
... Aquesta infal·libilitat, de la qual el Diví Redemptor volgué que estigués dotada la seva Església en definir doctrina de fe i de costums, s'estén tant com l'obligació de conservar santament i d'exposar fidelment el dipòsit de la Revelació divina. El Pontífex Romà, Cap del Col·legi Episcopal, en virtut del seu càrrec frueix d'aquesta infal·libilitat quan, com a pastor i mestre suprem de tots els fidels cristians, que confirma els seus germans en la fe, proclama amb acte definitiu doctrina de fe i costums. Per això, les seves definicions, d'elles mateixes i no pas pel consentiment de l'Església, són amb raó dites irreformables pel fet d'haver estat pronunciades sota l'assistència de l'Esperit Sant, a ell promesa en sant Pere i, per tant, no necessiten cap aprovació d'altri ni admeten cap apel·lació a un altre judici. Perquè aleshores el Pontífex Romà no formula una tesi com a persona privada, ans exposa o defensa doctrina de fe catòlica com a mestre suprem de l'Església universal, en el qual individualment resideix el carisma d'infal·libilitat de la mateixa Església.
L'11 d'octubre de 2012, en ocasió del 50è aniversari de la inauguració del Concili Vaticà II, 60 preeminents teòlegs (entre ells Hans Küng), publicaren una Declaració, afirmant que la intenció del Vaticà II per equilibrar l'autoritat a l'Església no havia tingut lloc. "Molts dels punts claus del Vaticà II no han estat, o només ho han estat parcialment, implementats... Una font principal de la fam actual resideix en la poca comprensió i en l'abús referent a l'exercici de l'autoritat a la nostra Església."

## Elecció, mort i dimissió
El papa inicialment era escollit pels clergues superiors a o als voltants de Roma. El 1059 el col·legi electoral va quedar restringit als cardenals de l'Església Romana, i els vots individuals de tots els cardenals electors van quedar igualats el 1189. El Papa Urbà VII, elegit el 1378, va ser el darrer Papa que no era un cardenal en el moment de ser elegit. El codi de dret canònic requereix que si un laic o un no-bisbe és elegit, rep la consagració episcopal del Degà del Col·legi de Cardenals abans d'assumir el pontificat. D'acord amb el codi actual, el Papa és elegit pels cardenals electors, que són tots aquells cardenals menors de 80 anys.
El Segon Concili de Lió es reuní el 7 de maig de 1274 per regular l'elecció del Papa. Aquest consell decretà que els cardenals electors havien de reunir-se 10 dies després de la mort del papa, i que han de quedar en reclusió fins que un nou papa hagi estat elegit; això sorgí derivat dels 3 anys de Sede vacante que seguiren la mort del papa Climent IV el 1268. A mitjans del segle xvi, el procés electoral adquirí la seva forma actual, permetent la variació temporal entre la mort del papa i la reunió dels cardenals electors.

### Elecció del Papa
Tradicionalment, el vot era per aclamació, per selecció (per comitè) o per un vot plenari. L'aclamació era el procediment més simple, consistent enterament en un vot a veu alçada, i va ser emprat per darrera vegada el 1621. El papa Joan Pau II abolí el vot per aclamació i per selecció de comitè, i a partir d'aquell moment l'elecció haurà de ser per votació de la totalitat de les paperetes del Sacre Col·legi Cardenalici.

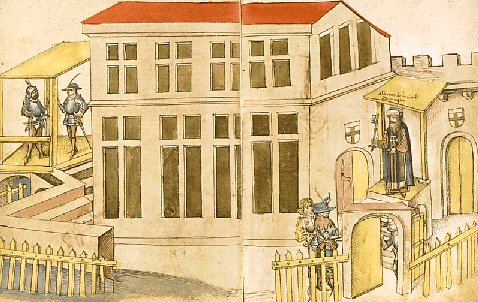
El conclave de Constança, on s'elegí el papa Martí V.

L'elecció del papa gairebé sempre té lloc a la Capella Sixtina, en una trobada anomenada el "conclave" (anomenat així a causa que els cardenals electors estan tancats cum clave, amb clau, fins a l'elecció d'un nou papa). Tres cardenals són escollits per sorteig per recollir els vots dels cardenals absents (per motiu de malaltia), tres són escollits per comptar els vots, i tres més són escollits per revisar el recompte dels vots. Les paperetes són distribuïdes i cada cardenal elector escriu el nom de la seva tria i es compromet a què ha votat per «un que està sota Déu i crec que ha de ser elegit» abans de dipositar el seu vot doblegat sobre una safata que hi ha a sobre d'un calze, fent molt difícil que hom pugui posar diverses paperetes. Abans de ser llegides, les paperetes són comptades mentre que estan doblegades; si la quantitat de paperetes no coincideix amb el nombre d'electors, les paperetes es cremen sense ser obertes i es procedeix a realitzar una nova votació. Un cop feta aquesta comprovació, el Cardenal President procedeix a llegir en veu alta cadascuna de les paperetes, que travessa la papereta amb una agulla i fil, enfilant totes les paperetes i lligant els extrems del fil per assegurar l'exactitud i l'honestedat. Les votacions segueixen fins que un cardenal és elegit amb una majoria de dos terços.

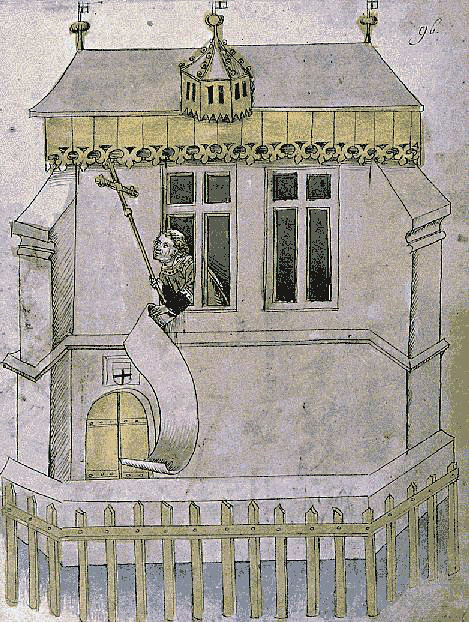
La declaració formal de "Habemus Papam", després de l'elecció del papa Martí V

Una part del Vaticà, incloent-hi la Capella Sixtina, queda tancada, deixant només una porta oberta sotmesa a constant vigilància. Les habitacions que envolten la capella estan dividides en petits apartaments per proveir una casa a cada cardenal, el seu secretari i un ajudant. El menjar es prepara a l'interior i els cardenals no es poden comunicar amb ningú de l'exterior fins que un Papa sigui escollit. Només els cardenals poden votar, i encara que qualsevol catòlic pot, en teoria, ser designat per a l'elecció, els candidats són seleccionats de forma invariable entre els cardenals.
A la Capella Sixtina s'hi realitzen de dues a quatre votacions secretes cada dia, fins que un candidat rep almenys dues terceres parts del sufragi, i tothom pot saber el resultat de cadascuna de les votacions. Un dels aspectes més visibles del procés de l'elecció papal és com els resultats de les votacions són anunciats al món. Un cop les paperetes són comptades i cosides, són cremades en una estufa especial a la Capella Sixtina, el fum de la qual surt per una xemeneia visible des de la plaça de Sant Pere. Les paperetes d'una elecció sense èxit són cremades amb un component químic perquè surti fum negre, la "fumata nera" (tradicionalment es cremava palla humida per aconseguir el fum negre, però no sempre sortia bé). Quan l'elecció té èxit, les paperetes es cremen soles, de manera que surt fum blanc ("fumata bianca) de la xemeneia anunciant al món l'elecció d'un nou papa. A partir del conclave del 2005 les campanes de les esglésies també sonen com a senyal que s'ha escollit un nou papa.
Abans d'anunciar-ho al món, amb el fum blanc, el Degà del Col·legi de Cardenals li fa dues preguntes solemnes a l'elegit. Primer li pregunta «Acceptes lliurement la teva elecció?». Si respon amb el mot «Accepto», el seu regnat comença en aquell instant, no pas a la cerimònia d'inauguració que se celebra uns dies després. Llavors del Degà li pregunta «Amb quin nom vols ser anomenat?», i el nou papa anuncia el nom de regnat que ha escollit (si l'escollit resulta ser el Degà, llavors seria el vicedegà qui realitzés tota aquesta tasca.)
Llavors, el nou papa és portat per la "Porta de les Llàgrimes" a un vestidor on hi ha tres jocs de vestimentes papals blanques (immantatio). Després de vestir-se i de tornar a la Capella Sixtina, el nou papa rep l'Anell del Pescador de mans del Cardenal Camarlenc. Llavors el papa se situa en un lloc d'honor mentre que la resta de cardenals esperen per oferir-li la seva primera "obediència" (adoratio) i per rebre la benedicció.
El cardenal protodiaca llavors proclama des d'un balcó sobre la plaça de Sant Pere: «Annuntio vobis gaudium magnum: habemus Papam» («Us anuncio una gran joia! Tenim Papa!»). Llavors anuncia el nom de regnat del nou papa. Segons la litúrgia catòlica, el canvi de nom significa l'inici de la nova vida i té l'origen a la Bíblia, on Abraham canvia de nom i igualment Jesús bateja els seus deixebles amb nous noms. El nom més comú entre els papes és Joan.
Fins al 1978 l'elecció papal anava seguida uns dies després de la coronació papal. Una processó amb una gran pompa i circumstància que sortia de la Capella Sixtina fins a la basílica de Sant Pere, en la qual el nou papa era portat en la cadira gestatòria. Allà, després d'una Missa Papal solemne, era coronat amb el triregnum i donava per primera vegada com a papa la benedicció Urbi et orbi (per a la Ciutat [Roma] i pel Món). Una altra part abolida de la coronació era l'encesa d'un feix de lli a la part superior d'un pal daurat, el que esclatava brillant per un moment i després s'apagava immediatament, amb l'advertència Sic transit gloria mundi (així passa la glòria terrenal). Una advertència semblant contra la vanitat papal era l'exclamació tradicional "Annos Petri non videbis", recordant al papa just coronat que podria no viure prou per a veure que el seu mandat és tan llarg com el de sant Pere, que d'acord amb la tradició encapçalà l'església durant trenta-cinc anys, el regnat papal més llarg de la història de l'Església Catòlica.
La creença tradicionalista afirma l'existència d'un jurament papal fet per tots els papes en el moment de la seva coronació des d'Agató I fins a Pau VI, però des de l'abolició de la cerimònia de coronació ja no es fa. No hi ha cap constància sobre aquesta afirmació.
El terme llatí sede vacante (mentre la seu està vacant), es refereix a l'interregne papal, el període entre la mort d'un papa i l'elecció d'un successor. D'aquest terme es deriva el mot sedevacantisme, que designa els catòlics dissidents que mantenen que no hi ha un papa elegit canònicament i legítimament, i que hi ha per tant una sede vacante. Un dels motius d'aquesta creença és que les reformes del Concili Vaticà II i, especialment, la substitució de la Missa Tridentina per la Missa de Pau VI és herètica, i aquells responsables d'iniciar i mantenir aquests canvis són herètics i no són papes autèntics. Els sedevacantistes són considerats com a cismàtics per l'Església Catòlica.
Des de 1378, els papes elegits van ser sobretot italians. Abans de l'elecció del polonès Karol Wojtyla com a papa Joan Pau II el 1978, el darrer papa no italià va ser Adrià VI, originari dels Països Baixos, elegit el 1522. Joan Pau II va ser succeït per l'alemany Joseph Ratzinger, que regnà amb el nom de Benet XVI, succeït per l'argentí Jorge Mario Bergoglio (Francesc), fent que hom pensi que, tot i que Roma està a Itàlia, la dominació italiana sobre el papat s'ha acabat.

### Mort

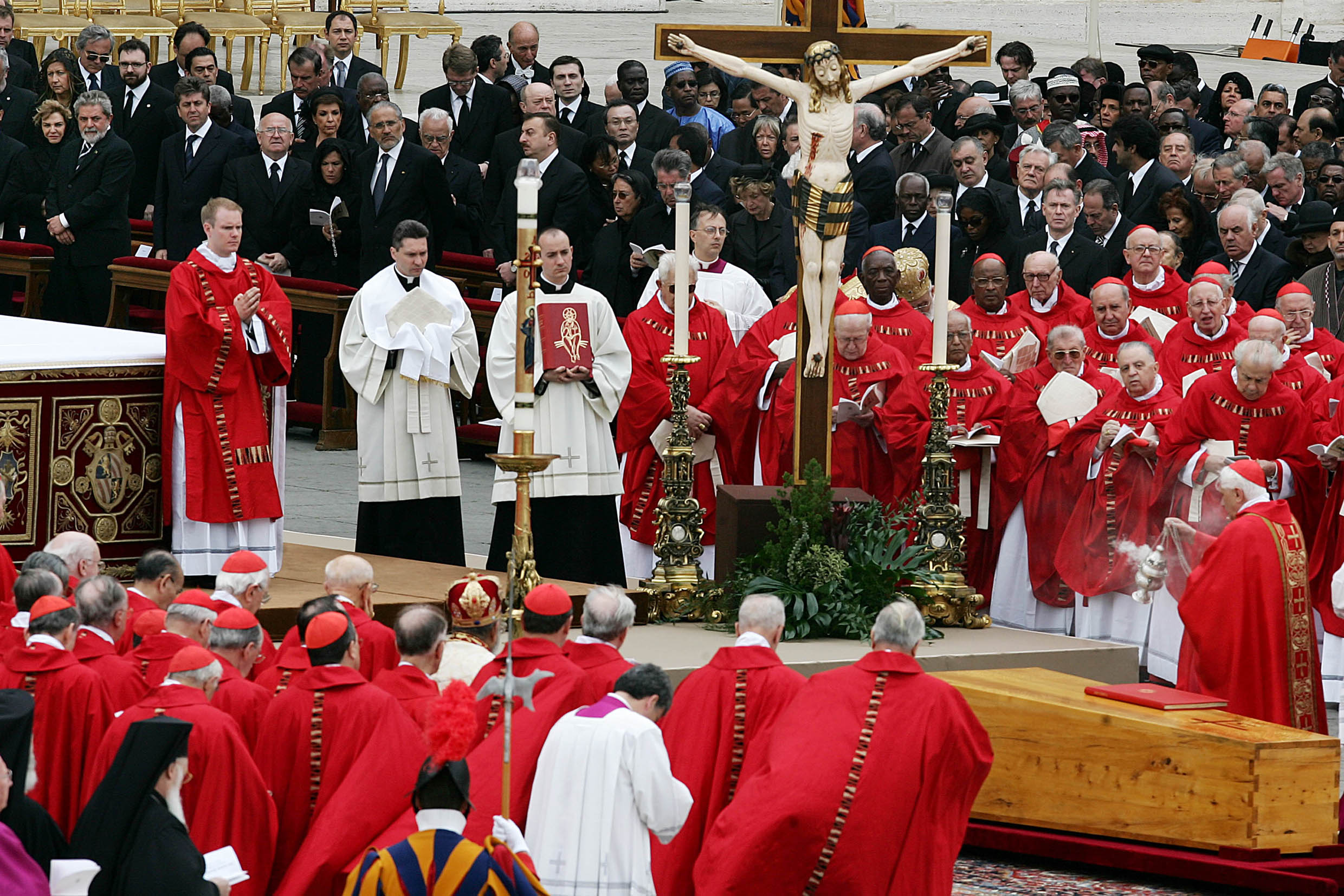
Funeral del Papa Joan Pau II al Vaticà el 2005, presidit pel cardenal Ratzinger, el futur papa Benet XVI

Les normes vigents sobre l'interregne papal, el període de sede vacante van ser promulgades el 1996 per Joan Pau II al document Universi Dominici Gregis. Durant el període de sede vacante, el Col·legi de Cardenals és responsable col·lectiu pel govern de l'Església i del mateix Camarlenc de la Santa Església Romana; malgrat això, el dret canònic prohibeix específicament als cardenals d'introduir cap innovació al govern de l'Església durant el període. Qualsevol decisió que requereixi el vistiplau del papa ha d'esperar fins que el nou papa accepti el càrrec.
Als darrers segles, quan un papa es considera que ha mort, tradicionalment, el camarlenc colpeja el cap del papa mort tres vegades amb un martellet d'argent, cridant-lo pel seu nom de naixement en cada ocasió, per certificar-ne la mort. Aquest ritual no es va fer en les morts de Joan Pau I ni de Joan Pau II. Llavors, el camarlenc agafa l'Anell del Pescador i el trenca en presència dels cardenals. Els segells del papa són destruïts, per evitar que no es puguin tornar a fer servir de nou, i el seu apartament personal és segellat.
El cadàver llavors està durant diversos dies abans de ser enterrat a la cripta d'una gran església o catedral; tots els que han mort als segles xx-xxi van ser sebollits a la Basílica de Sant Pere. Després de l'enterrament hi ha un període de nou dies de dol (novendialis).

### Dimissió
El codi de Dret Canònic afirma que "Si succeeix que el Romà Pontífex dimiteix del seu càrrec, cal per la validesa que la dimissió sigui feta lliurement i manifestada apropiadament però que no sigui acceptada per ningú."

## Títols
La llista oficial dels títols del papa, seguint l'ordre en què apareixen a l'Annuario Pontificio és: Bisbe de Roma, Vicari de Jesucrist, Successor del Príncep dels Apòstols, Suprem Pontífex de l'Església Universal, Primat d'Itàlia, Arquebisbe i Metropolità de la província Romana, Sobirà de l'Estat de la Ciutat del Vaticà i Servent dels Servents de Déu.

### Papa
El títol de papa, tot i que el més conegut, no apareix a la llista oficial, però és habitualment emprat als títols dels documents, apareixent de forma abreujada a les seves signatures. Així, Pau VI signava com «Paulus PP. VI».
El títol de papa era una forma honorífica que data de la primeria del segle iii emprada per a qualsevol bisbe a l'oest. A Orient només s'emprava per al bisbe d'Alexandria. El papa Marcel·lí († 304) és el primer bisbe de Roma que hi ha fonts on se l'anomena papa. A partir del segle vi la cancelleria imperial de Constantinoble reservà aquesta designació habitualment pel bisbe de Roma. Des de la primeria del segle iv començà a ser reservada a l'oest per referir-se al bisbe de Roma, una pràctica que queda legislada al segle xi quan Gregori VII la reservà per a si mateix.

### Vicari de Jesucrist
Vicari de Jesucrist (Vicarius Iesu Christi) és un dels títols oficials que ostenta el papa al Annuario Pontificio. És habitualment emprat en la forma abreujada de "Vicari de Crist" (Vicarius Christi). Mentre que és només un dels termes amb el qual el papa és referit com a vicari, és «molt més expressiu del seu lideratge suprem de l'Església a la terra, que ostenta en virtut del mandat de Crist i amb poder vicarial derivat d'Ell», un poder vicarial que es considera que va ser conferit a Sant Pere per Jesús quan li digué:
"Pastura els meus anyells... Pastura les meves ovelles" (Jn 21:16-17).
El primer registre de l'aplicació d'aquest títol dirigit a un bisbe de Roma apareix a un sínode del 495 en referència a Gelasi I; però en aquells moments, i fins al segle ix, d'altres bisbes també rebrien el títol de vicaris de Crist, i durant quatre segles més aquest títol va ser emprat de vegades per reis i fins i tot per jutges, de la mateixa manera que durant els segles v i vi el va fer servir l'emperador romà d'Orient. Encara abans, al segle iii, Tertul·lià va fer servir el terme de vicari de Crist per referir-se a l'Esperit Sant enviat per Jesús. El seu ús, reservat específicament pel papa, apareix al segle xiii en connexió amb les reformes d'Innocenci III com es pot observar a la lletra del 1199 a Lleó I d'Armènia. D'altres historiadors han suggerit que aquest títol ja s'emprava així durant el pontificat d'Eugeni III (1145-1153).
Aquest títol de vicari de Crist no és emprat només pel papa, sinó que ho és per tots els bisbes des dels primers temps. El Concili Vaticà II es referí a tots els bisbes com a vicaris i ambaixadors de Crist i Joan Pau II repetí aquesta descripció a l'encíclica Ut unum sint. La diferència és que els altres bisbes són vicaris de Crist per a les seves esglésies locals, mentre que el Papa és vicari de Crist per tota l'Església.
Com a mínim en una ocasió el títol vicari de Déu (una referència a Crist com Déu) ha estat emprat pel papa.
El títol vicari de Pere (Vicarius Petri) només és emprat pel papa, no pas per la resta de bisbes. Entre les variacions inclou: vicari del príncep dels zpòstols (vicarius principis apostolorum) i vicari de la seu apostòlica (vicarius sedis apostolicae). Sant Bonifaci va descriure el Gregori II com a vicari de Pere en el jurament de fidelitat que li va prendre al 722. Al Missal Romà actual, la descripció de vicari de Pere es troba a l'oració col·lecta de la missa per un sant que va ser papa.

### Pontífex

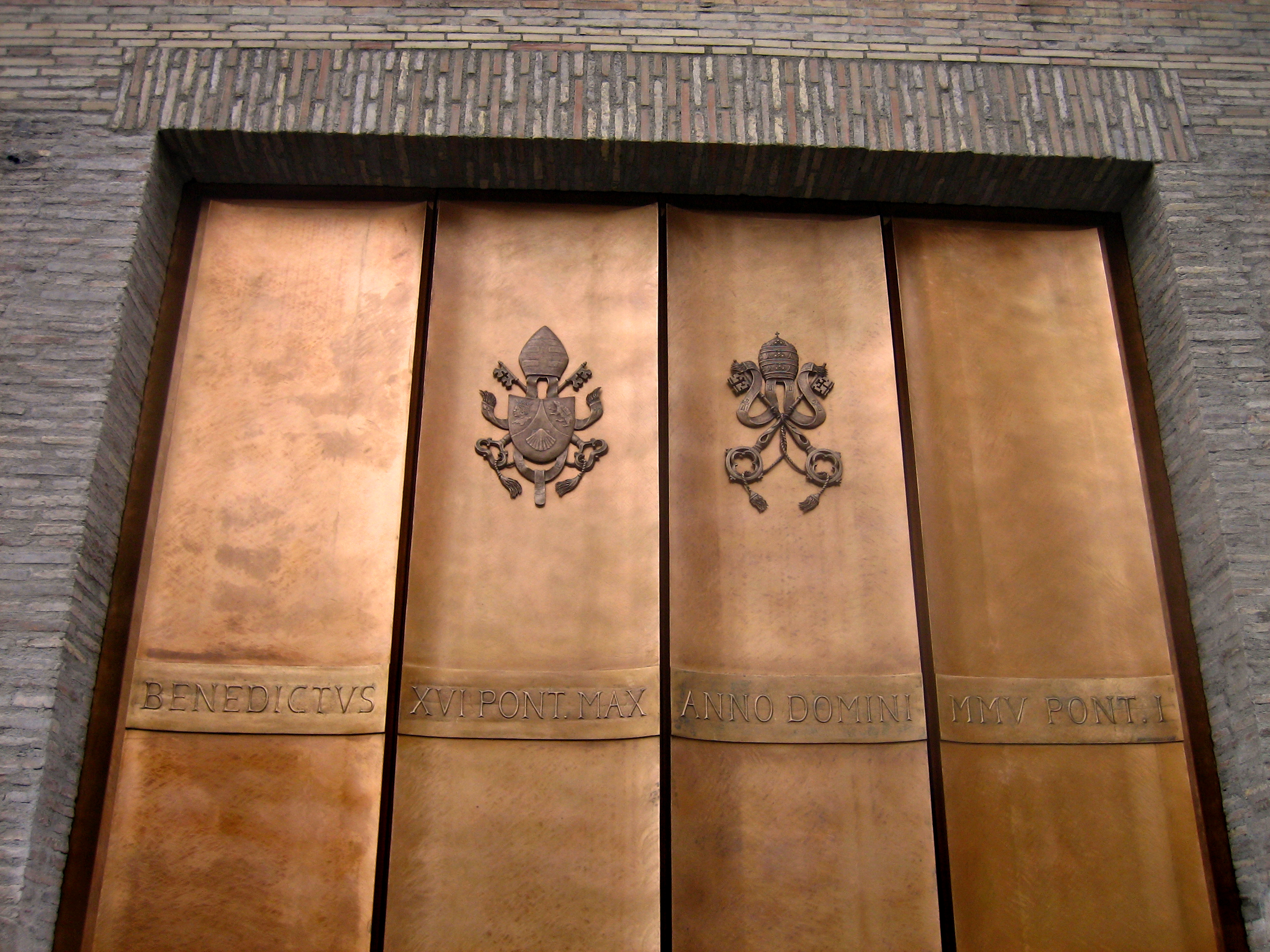
Entrada a la Ciutat del Vaticà, amb la inscripció (Benet XVI, pontífex màxim, a l'any de Nostre Senyor 2005, primer any del seu pontificat.

El terme pontífex en llatí significa constructor de ponts (pons + facere), i designava un membre del principal col·legi de sacerdots de l'antiga Roma. El terme llatí va ser traduït de diverses maneres al grec, com ἱεροδιδάσκαλος, ἱερονόμος, ἱεροφύλαξ, ἱεροφάντης, o ἀρχιερεύς (summe sacerdot). El cap del col·legi era conegut com a Pontifex Maximus (pontífex màxim).
A l'ús cristià, pontífex apareix a la traducció del Nou Testament de la Vulgata per indicar el Summe Sacerdot jueu (a l'original, ἀρχιερεύς). El terme passà a aplicar-se a qualsevol bisbe cristià, però des del segle xi passà a referir-se específicament al bisbe de Roma, qui és anomenat de manera més restrictiva el "Pontífex Romà". L'ús del terme per referir-se als bisbes en general apareix al "Roman Pontifical" (un llibre que conté els ritus reservats als bisbes, com la confirmació o l'ordenació) i els "pontificals" (les insígnies dels bisbes).
L'Annuario Pontificio senyala el títol com (en llatí: Summus Pontifex Ecclesiae Universalis). ' També és anomenat habitualment Pontífex Suprem o el Pontífex Sobirà (en llatí: Summus Pontifex).
Pontifex Maximus, de significat semblant a Summus Pontifex, és el que es troba habitualment a les inscripcions sobre els edificis, pintures, estàtues i monedes papals, normalment abreujat com a "Pont. Max" o "P.M.". El càrrec de pontifex maximus, o cap del col·legi de pontífexs, va ser ostentat per Juli Cèsar i després el van tenir tots els emperadors romans fins a Flavi Gracià (375-383). Tertul·lià, quan havia esdevingut, usà indistintament els títols de Papa o de bisbe de Cartago. No va ser fins al segle xv quan els Papes empraren regularment aquest títol.

### Servent dels Servents de Déu
Encara que la descripció Servent dels servents de Déu va ser emprat també per altres caps de l'Església, incloent-hi Sant Agustí o Sant Benet, va ser emprat per primera vegada de manera extensiva com a títol papal per Gregori el Gran, segons es diu com a lliçó d'humilitat per al Patriarca de Constantinoble Joan  Jejunator, qui assumí el títol de Patriarca Ecumènic. Quedà reservat pel papa durant el segle xii i és emprat a les butlles papals i documents papals d'importància semblant.

### Patriarca d'Occident
Entre 1863 i 2005, l'Annuario Pontificio incloïa també el títol de Patriarca d'Occident. Va ser emprat per primera vegada pel papa Teodor I al 642, però només s'emprava ocasionalment. En canvi, no va començar a aparèixer a l'anuari pontifici fins al 1863. El 22 de març de 2006, el Vaticà publicà una nota explicant l'omissió basant-se en l'expressió d'una "realitat històrica i teològica" i per "ser útil pel diàleg ecumènic". El títol de Patriarca de l'Oest simbolitza la relació especial del Papa amb, i jurisdicció sobre, l'Església Llatina, tot i que l'omissió del títol no simbolitza en cap mena un canvi en aquesta relació, no deforma la relació entre la Santa Seu i les Esglésies Orientals, com solemnement proclamà el Concili Vaticà Segon.

### D'altres títols
D'altres títols habituals són "Sa Santedat" i "Sant Pare". Durant el període medieval també existien els apel·latius de "Dominus Apostolicus" ("Senyor Apostòlic").

### Signatura

Signatura de Benet XVI

Com ja s'ha indicat anteriorment, el Papa normalment signa els documents usant el títol de "Papa" en la forma abreujada "PP" i el seu numeral, com per exemple, "Benedictus PP. XVI". Les excepcions són les butlles de canonització i decrets de consells ecumènics, on el Papa signa amb la fórmula "Ego N. Episcopus Ecclesiae catholicae", sense numeral ("Ego Benedictus Episcopus Ecclesiae catholicae"; Jo Benet, Bisbe de l'Església Catòlica/Universal). La signatura del Papa, a les butlles de canonització, és seguida per les dels cardenals residents a Roma; i als decrets dels consells econòmics, per les signatures dels altres bisbes participants en el concili, cadascun d'ells signant com a bisbe d'una seu particular.
Les butlles papals estan encapçalades N. Episcopus Servus Servorum Dei (Nom, Bisbe, Servent dels Servents de Déu). En general, no estan signades pel papa, però Joan Pau II introduí a mitjans de la dècada de 1980 el costum que el Papa signi no només les butlles de canonització, sinó que també, usant la seva pròpia signatura normal, les butlles de nominació dels bisbes.

## Política de la Santa Seu

### Residència i jurisdicció
La seu oficial o catedral del Papa és la Basílica de Sant Joan del Laterà, i la seva residència oficial és el Palau Vaticà. A més, posseeix una residència estiuenca a Castel Gandolfo, situada a l'antiga ciutat d'Alba Longa. Fins a l'època dels Papes d'Avinyó, la residència del Papa era el Palau del Laterà, donat per l'emperador romà Constantí I el Gran.
La jurisdicció eclesiàstica del Papa (la Santa Seu) és distinta de la seva jurisdicció secular (la Ciutat del Vaticà). És la Santa Seu qui condueix les relacions internacionals; durant centenars d'anys, la cort papal (la Cúria romana) ha funcionat com el govern de l'Església Catòlica.
Els noms de "Santa Seu" i "Seu Apostòlica" són la terminologia eclesiàstica per la jurisdicció ordinària del bisbe de Roma (incloent-hi la Cúria Romana); els diversos honors, poders i privilegis del Papa a l'Església Catòlica i a la comunitat internacional deriven del seu episcopat a Roma en successió lineal de l'Apòstol Sant Pere (veure successió apostòlica). Consegüentment, Roma ha ocupat tradicionalment una posició central a l'Església Catòlica, tot i que no és així necessàriament. El Papa deriva el seu pontificat de ser bisbe de Roma, però no cal que visqui allà; d'acord amb la fórmula llatina ubi Papa, ibi Curia, allà on el Papa resideix està el govern central de l'Església, car el papa és el Bisbe de Roma. Així, entre 1309 i 1378, els papes van viure a Avinyó, un període sovint anomenat la captivitat de Babilònia, en al·lusió a l'exili babilònic del poble d'Israel.
Encara que el papa és el bisbe diocesà de la diòcesi de Roma, delega la major part del treball del dia a dia de direcció de la diòcesi al cardenal vicari, que assegura la supervisió episcopal directa de les necessitats pastorals de la diòcesi, no en el seu propi nom sinó en el del Papa. L'actual Cardenal Vicari Agostino Vallini, que va ser nomenat pel càrrec el juny del 2008.

### Paper polític
Durant la progressiva cristianització de l'Imperi Romà al segle iv els bisbes no adquiriren una autoritat civil a l'estat, però la gradual erosió de l'autoritat imperial durant el segle v deixà al Papa com a màxima autoritat civil imperial a Roma, mentre que els bisbes s'implicaven cada cop més en la direcció dels afers civils a la resta de ciutats de l'Imperi Occidental. Aquest estatus com a governant civil i secular va quedar àmpliament mostrat en la confrontació entre el Papa Lleó I i Àtila al 452. La primera expansió del mandat papal més enllà de Roma va ser al 728 amb la Donació de Sutri, que posteriorment quedà incrementada al 754, quan el rei dels francs Pipí el Jove donà al Papa les terres fruit de la seva conquesta als llombards. El Papa podria haver emprat la falsificada Donació de Constantí per adquirir aquestes terres, que formarien el nucli dels Estats Pontificis. Aquest document, acceptat com a genuí fins al segle xv, afirma que Constantí I el Gran havia posat tot l'Imperi Romà Occidental sota el mandat del Papa. Al 800 el papa Lleó III coronà el governant franc Carlemany com a Emperador Romà, un gran pas per establir el que es coneixeria com a Sacre Imperi Romanogermànic; a partir d'aquell moment els papes reclamarien la prerrogativa de coronar l'emperador, tot i aquest dret caigué en desús després de la coronació de Carles V el 1530. Pius VII va estar present a la coronació de Napoleó I, però no la realitzà. Com ja s'ha mencionat, la sobirania del Papa sobre els Estats Pontificis acabà el 1870 amb la seva annexió a Itàlia.
Papes com Alexandre VI, un polític ambiciós tot i que espectacularment corrupte; o Juli II, un formidable general i estadista, no van tenir por de fer servir el poder per obtenir els seus propis objectius, que incloïen l'augment del poder del papat. Aquesta autoritat política i temporal es va fer palesa pel paper papal al Sacre Imperi Romanogermànic, especialment en períodes de contenció amb els emperadors, com succeí durant els pontificats de Gregori VII i Alexandre III. Les butlles papals, els entredits i les excomunions (o la mera amenaça de fer-ho) es van fer servir per incrementar el poder papal. La butlla Laudabiliter del 1155 autoritzà a Enric II d'Anglaterra a envair Irlanda; el 1207 Innocenci II va posar Anglaterra en dubte fins que el rei Joan no fes del seu regne un feu del Papa, completant-ho amb un tribut anual, dient «oferim i produïm lliurement... al nostre senyor Papa Innocenci III i als seus successors catòlics, tot el regne d'Anglaterra i tot el regne d'Irlanda amb tots els seus drets i dependències per la remissió dels nostres pecats.»
La butlla Inter caetera de 1493 portà al Tractat de Tordesillas de 1494, que dividí el món en zones sota el mandat castellà i portuguès. La butlla Regnans en Excelsis de 1570 excomunicà Elisabet I d'Anglaterra i declarà que tots quedaven alliberats de tota lleialtat cap a ella. La butlla Inter Gravissimas del 1582 establí el calendari Gregorià.

### Posició internacional
Sota la llei internacional, un cap d'estat en actiu té immunitat sobirana de la jurisdicció dels tribunals d'altres països, ni d'altres tribunals internacionals. Aquesta immunitat sovint és anomenada "immunitat diplomàtica" que és, estrictament parlant, la immunitat de la qual gaudeixen els representants diplomàtics d'un cap d'estat.
En dret internacional es considera la Santa Seu, essencialment el govern central de l'Església Catòlica Romana, com un equivalent jurídic a un estat. És distint de l'estat de la Ciutat del Vaticà, existent durant diversos segles abans de la fundació del darrer (per metonímia, tanmateix és habitual que se citi a les publicacions amb els termes "Santa Seu", "Vaticà", "Ciutat del Vaticà" o "Roma" indistintament, encara que sigui imprecís). La majoria dels països mantenen la mateixa forma de relacions diplomàtiques amb la Santa Seu que mantenen amb altres estats. Fins i tot aquells països sense aquestes relacions internacionals participen en organitzacions internacionals, de les quals la Santa Seu n'és membre de ple dret.

## Objeccions al papat
La posició del papa com a Pontífex Suprem de l'Església Universal és dogmàtica, és a dir, no està oberta al debat ni al qüestionament en l'Església Catòlica. El Primer Concili Vaticà va declarar anatema qualsevol disputa sobre la primacia d'honor i jurisdicció del papa. No obstant això, l'autoritat del papa sí que és debatuda fora de l'Església Catòlica; les objeccions difereixen entre les denominacions, però, es poden dividir en (1) objeccions a l'extensió de la primacia del papa i (2) objeccions a la institució del papat.
Algunes comunitats cristianes no catòliques, com l'Església Assíria de l'Est, l'Església Ortodoxa Oriental, l'Església Ortodoxa de l'Est, i la Comunió Anglicana, accepten la doctrina de la Successió Apostòlica, i per això, accepten (en diferents graus) la primacia papal d'honor. Però, aquestes esglésies neguen que el papa sigui el successor de sant Pere, ja que qualsevol bisbe és el successor de Sant Pere, i neguen que Sant Pere hagi estat bisbe de Roma. La primacia, doncs, és el resultat de la posició del papa com a bisbe de la capital original de l'Imperi Romà, una definició explícita del Concili de Calcedònia. Aquestes esglésies no accepten, però, la jurisdicció universal del papa ni la seva infal·libilitat.
Altres esglésies cristianes no catòliques no accepten la doctrina de la Successió Apostòlica, o els termes jeràrquics d'aquesta, i per això, no accepten la supremacia d'honor en relació amb Sant Pere. Les relacions complexes de l'Imperi Romà antic i medieval, i altres estats seculars, i els territoris històrics papals d'Itàlia, són el centre de les objeccions, així com el caràcter monàrquic de l'ofici del papa. En el cristianisme occidental, aquestes objeccions, estan relacionades amb la Reforma Protestant, i no accepten l'autoritat del papa. Algunes confessions protestants, fins i tot, consideren que el papa és l'Anticrist.

## Antipapa
En algunes ocasions es formen grups al voltant d'un antipapa, que reclama el pontificat sense ser canònic i haver estat pròpiament elegit.
Tradicionalment, aquest terme es reserva pels reclamants que tenen un seguiment significatiu de cardenals o altres membres del clergat. L'existència d'un antipapa és normalment deguda tant a una controvèrsia doctrinal amb l'Església (una heretgia) o per una confusió sobre qui és el papa legítim en aquell moment. Durant algun temps al segle xv van arribar a haver 3 línies separades de papes que reclamaven l'autenticitat.

## Altres usos del títol "Papa"
Als primers segles del cristianisme, el títol "Papa", que significa "pare", havia estat emprat per tots els bisbes. Alguns dels primers papes van emprar el títol, mentre que d'altres no. Finalment, el terme quedà associat especialment al de Bisbe de Roma. En alguns casos, el terme és emprat per altres autoritats clericals.

### A l'Església Catòlica Romana
El Papa Negre és el nom que, popularment però no oficialment, rep el Superior General de la Companyia de Jesús a causa de la importància dels jesuïtes a l'Església. Aquest nom, que es basa en el color negre de la sotana, va emprar-se per suggerir un paral·lelisme entre ell i el "Papa Blanc", car des de Pius V els Papes vesteixen de blanc. El Cardenal Prefecte de la Congregació per a l'Evangelització dels Pobles, antigament anomenada la "Sagrada Congregació per a la Propagació de la Fe", rep el nom de Papa Vermell pel color vermell de les robes de cardenal, car és la màxima autoritat sobre aquells territoris que no es consideren catòlics. Actualment aquest cardenal té poder sobre els territoris de missió catòlics, essencialment les esglésies d'Àfrica i Àsia, però en el passat les seves competències també s'estenien a les terres protestants o del Cristianisme oriental. Encara queden vestigis d'aquesta situació, amb el resultat que, per exemple, Nova Zelanda encara està a cura de la Congregació.

### A les Esglésies Orientals
Des del papat d'Hèracles al segle iii, el bisbe Ortodox i Copte d'Alexandria segueix sent anomenat el "Papa", pròpiament Papa i Patriarca de Tota Àfrica en el Sant Ortodox i Apostòlic Tron de Sant Marc l'Evangelista i Sant Apòstol i Papa i Patriarca d'Alexandria i Tota Àfrica.
A les esglésies ortodoxes búlgara, russa i sèrbia no és estrany que el capellà de poble sigui anomenat "pope" ("поп" pop). Malgrat tot, cal diferenciar-ho dels termes emprats per referir-se al cap de l'Església Catòlica ("папа" papa en búlgar; "папа римский" papa rimskiy en rus).

### A nous moviments religiosos
Alguns nous moviments religiosos, especialment aquells que s'han separat de l'Església Catòlica però que han mantingut una certa jerarquia catòlica, encara fan servir el terme "papa" pel fundador del moviment o pel seu líder. Un exemple a l'Àfrica és l'Església d'Àfrica Legió de Maria o el Cao Dai, una fe vietnamita que duplica la jerarquia catòlica.

## Durada dels regnats papals

### Regnats més longeus

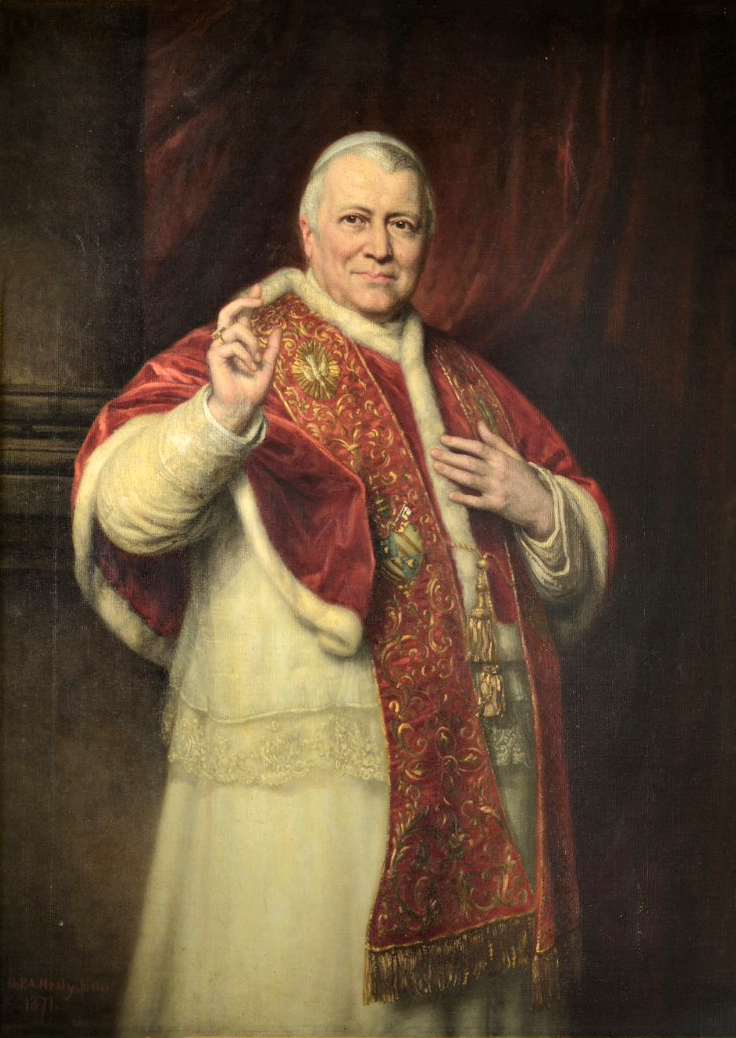
El Papa Pius IX, el Papa amb el regnat més longeu

Tot i que la mitjana del regnat d'un papa durant l'edat mitjana era d'una dècada, la durada de diversos d'aquests regnats pot establir-se a partir de dates contemporànies:
1. Pius IX (1846-1878): 31 anys, 7 mesos i 23 dies (11,560 dies).
2. Joan Pau II (1978-2005): 26 anys, 5 mesos i 18 dies (9,665 dies).
3. Lleó XIII (1878-1903): 25 anys, 5 mesos i 1 dia (9,281 dies).
4. Pius VI (1775-1799): 24 anys, 6 mesos i 15 dies (8,962 dies).
5. Adrià I (772-795): 23 anys, 10 mesos i 25 dies (8,729 dies).
6. Pius VII (1800-1823): 23 anys, 5 mesos i 7 dies (8,560 dies).
7. Alexandre III (1159-1181): 21 anys, 11 mesos i 24 dies (8.029 dies).
8. Sant Silvestre (314-335): 21 anys, 11 mesos i 1 dia (8,005 dies).
9. Sant Lleó I (440-461): 21 anys, 1 mes i 13 dies (7.713 dies).
10. Urbà VIII (1623-1644): 20 anys, 11 mesos i 24 dies (7.664 dies).

### Regnats més breus

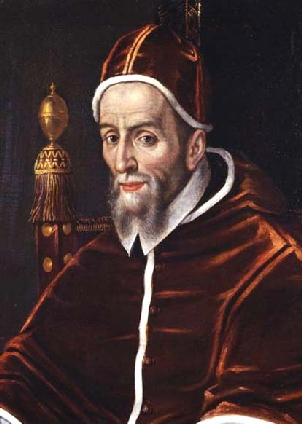
Urbà VII, el Papa més breu

En controvèrsia, hi ha diversos papes el regnat dels quals ha durat menys d'un mes. Els pontificats més breus han estat:
1. Urbà VII (15-27 de setembre de 1590): regnà durant 13 dies, morint abans de la coronació.
2. Bonifaci VI (abril de 896): regnà durant 16 dies
3. Celestí IV (25 d'octubre – 10 de novembre de 1241): regnà durant 17 dies, morint abans de la consagració
4. Teodor II (desembre de 897): regnà durant 20 dies
5. Sisini (15 de gener – 4 de febrer del 708): regnà durant 21 dies
6. Marcel II (9 d'abril – 1 de maig de 1555): regnà durant 22 dies
7. Damas II (17 de juliol – 9 d'agost de 1048): regnà durant 24 dies
8. Pius III (22 de setembre – 18 d'octubre de 1503): regnà durant 27 dies
9. Lleó XI (1-27 d'abril de 1605): regnà durant 27 dies
10. Benet V (22 de maig - 23 de juny de 964): regnà durant 33 dies
11. Joan Pau I (26 d'agost – 28 de setembre de 1978): regnà durant 33 dies.

Esteve (23-26 de març del 752) va morir d'un infart tres dies després de la seva elecció, i abans de la seva consagració com a bisbe. No se'l reconeix com un Papa vàlid, però durant el segle xv va ser inclòs a la llista dels papes com a "Esteve II", ocasionant problemes en enumerar els papes posteriors que s'anomenaren Esteve. L’Annuario Pontificio de la Santa Seu, a la seva llista de papes i antipapes, adjunta una nota a peu de pàgina en la seva menció d'Esteve II (III): "En morir Zacaries, el prevere romà Esteve va ser elegit; però, va morir quatre dies després, abans de la seva consecratio, que d'acord al dret canònic del moment era el començament veritable del seu pontificat, i el seu nom no està registrat al Liber Pontificalis ni a altres llistes dels Papes."